# Хабад
Хабад (хебр. חב״ד) познато и као Хабад Љубавич је најпознатија хасидска секта ортодоксног јудаизма. Хабад Љубавич је данас најбројнији хасидски покрет и једна од највећих јеврејских организација у свету.
Хабад је основао рабин Шнеур Залман из Љозне, Руска Империја. Реч хабад је акроним, и долази из хебрејских речи Хохма, Бина, Даат (Мудрост, Разумевање и Знање) (хебр. חכמה, בינה, דעת), појмови који подупиру покрет.
Име Љубавич долази из јидиша, означава село одакле је покрет кренуо у свет. Данас је део Русије, где су живели лидери Хабада више од 100 година.
1951. рабин Менахем Мендељ Шнерсон, седми рабин Хабад-Љубавича, преобразио је малу секту у највећи покрет унутар јудаизма. Покрет има више од 3600 институција (религијске, социјалне и хуманитарне), у више од 1000 градова, у преко 80 земља света, најприсутнији је у САД, где делује у 50 савезних држава. Институције обезбеђују приступ неповезаним Јеврејима хуманитарној помоћи, верским, културним и образовним активностима у Хабадовим центрима; у синагогама, школама, камповима, и народним кухињама.
Студије показују да је између 1993 до 1996 број чланова са 40.000 повећан на 200.000. Јерусалимски центар за односе са јавношћу (JCPA) је у свом извештају из 2015. навео је да годишње, на Хабадовим скуповима, присуствује најмање милион људи. За време Хануке присутно је око 8 милиона Јевреја у 80 земаља света.

## Историја
Хабад је био основан у Љозни 1775. године, Руска Империја. Оснивач покрета је рабин Шнеур Залман, студент Магида из Межарича (рабин Довбер бен Абрахам), наследник покрета хасидског јудаизма, рабина Израел Бал Шем Това. Седиште је у почетку било у селу Љубавичи, око 100 година, једно кратко време у Ростову на Дону, Риги и Варшави. Од 1940. центар је премештен у Бруклин, Њујорк.
Иако је било више покрета који су се везивали за име Хабад, Хабад Љубавич је једини који је данас активан. Према професору Џонатану Сарни (Историја Јевреја у Америци), покрет Хабад доживео је велики успон y периоду 1946-2015. Почетком 20. века (око 1900) основали су кровну организацију Агудас Хасидеј Хабад.

#### Лидери покрета Хабад
Покрет Хабад је од оснивања предводило седам главних рабина:
- рабин Шнеур Залман, оснивач Хабада у селу Љозна. Био је најмлађи ученик Магида из Мазерича (Бал Шем Тов, оснивач хасидизма) и његов наследник. Написао је књигу Таннија, главна књига следбеника Хабадизма. Његови наследници су преузели називе Шнеури или Шнерсон, означавајући њихово порекло од оснивача покрета Хабад. Шнеур Залман је био познат као Стари рабин (јидиш: אַלטער רבי, хебрејски: אדמו״ר הזקן).[28] [29]
- рабин Дов Бер Шнеури (1773–1827), син Шнеура Залмана, који је водио покрет Хабад у селу Љубавичи. Његово лидерство је оспоравано од стране рабина Аарона Халевија, упркос томе признато му је очево наследство. Књижевно је проширио дела за хасидски покрет, такође на објавио нека нове записе свога оца. Већи део радова рабина Дов Вера је накнадно објављавила  заједница Хабад. Познат је као Средњи рабин (јидиш: מיטעלער רבי, хебрејски: אדמו״ר האמצעי).[30][31]
- рабин Менахем Мендељ Шнерсон (1789–1866), унук Шнеура Залмана и нећак од Дов Бера. Активан је био у селу Љубавичи, као претходники био је активан код писања радова, такође је објавио неке списе Старијег рабина, деда Шнеура Залмана. Менахема Мендељ Шнерсона су звали Цемах Цедек.[32]
- рабин Шмуељ Шнерсон (1834–1882), био је седми, најмлађи, син рабина Менахем Мендеља (Цемах Цедека). Титулу наследника, рабина, је примио у селу Љубавичи, док је остала браћа била у осталим, локалним, насељима, који су основали самосталне групе. После смрти његов рад је објављен од стране Хабада. Звали су га рабин Махараш, акроним за Мареину ХаРав Шмуељ (Наш учитељ рабин Шмуељ).[33][34]
- рабин Шалом Дов Бер Шнерсон (1860–1920), био је други син Шмуељ Шнерсона, који је наследио свог оца на месту рабина. Пре преузимања титуле рабин, сачекао је неко време, како не би увредио свог старијег брата Залмана Аарона. Установио је јешиву (Талмудска школа за младе) Томхеј тмимим. За време Првог светског рата преселио се у Ростов на Дону. Његова дела се данас изучавају на хабадским јешивама. У народу познат је као Рашаб (РАбин Шалом Бер).[35]
- рабин Јосиф Јицачак Шнерсон (1880–1950), једини син Шломо Дов Бера Шнерсона, који је наследио свог оца као рабин Хабада. Из Русије је био протеран за време бољшевика, који су му претили смртном казном.[36] Преселио се у Пољску, где је водио Хабад у Варшави, све до Другог светског рата, када бежи од нациста у САД. Населио се у Бруклину, Њујорк, где води Хабад са својим институцијама. Организација се од тада није много мењала. Као остали рабини и он је оставио свој печат у књижевним радовима. У народу је познат као Претходни рабин (превод са јидиша Frierdiker Rebbe)
- рабин Менахем Мендељ Шнерсон (1902–1994)[37], син Јосифа Јицачака Шнерсона и праунук трећег рабина из Љубавича, који је постао рабин годину након смрти оца. За његово време доста је проширио Хабадизам по свету и додао стотине нових установа. Његове дела су део учења хабадиста. Звали су га Рабин из Љубавича или Рабин. Чак и након смрти неки га сматрају најважнијим од свих седам рабина.[30]